# Luan Garcia
Luan Garcia Teixeira, född 10 maj 1993, är en brasiliansk fotbollsspelare som spelar för Palmeiras.

## Landslagskarriär
Luan var en del av Brasiliens trupp som tog guld vid olympiska sommarspelen 2016.